# Ligne de Marle à Montcornet
La ligne de Marle à Montcornet  est une ancienne  ligne de chemin de fer secondaire réalisé sous le régime des voies ferrées d'intérêt local et qui a relié ces deux villes du département de l'Aisne entre 1907 et 1959. La ligne est construite à voie normale.

## Histoire
« La loi déclarant d'utilité publique l'établissement d'un chemin de fer d'intérêt local à voie normale de Marle à Montcornet avec embranchement sur la sucrerie de Marle est parue au Journal officiel le samedi 21 janvier 1905 ». Cette loi, dont le texte est consultable sur le site de la Bibliothèque Nationale, définit de manière très précise les modalités de création de cette ligne: les dates, le tracé, les gares, les prix, le matériel, le nombre de trains, , etc.

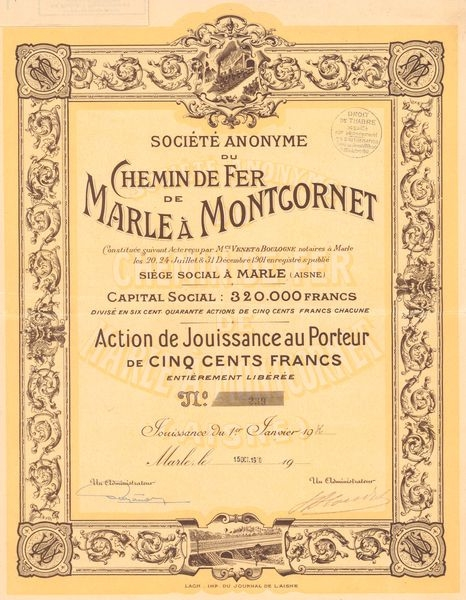
Action du chemin de fer de Marle à Montcornet émise en 1916.

Le département de l'Aisne construira la ligne à ses frais et en fera la remise à la Compagnie des Chemins de fer de Marle à Montcorntet dont les administrateurs sont MM. Ch .Gentillez agriculteur, conseiller général de l'Aisne demeurant à Voyenne, Fernand Malézieux, minotier demeurant à Thiernu, Albert Delamé, propriétaire, demeurant à Bosmont.

## Infrastructure

### La ligne
La ligne partait de la gare de Marle-sur-Serre, située sur la ligne de Laon à Hirson qui avait été ouverte en 1869. Elle suivait ensuite le cours de la Serre pour desservir les communes situées tout au long de son cours, pour se terminer, après un parcours de 40 km, à la gare de Montcornet située sur la Ligne de Laon à Liart ouverte en 1888.

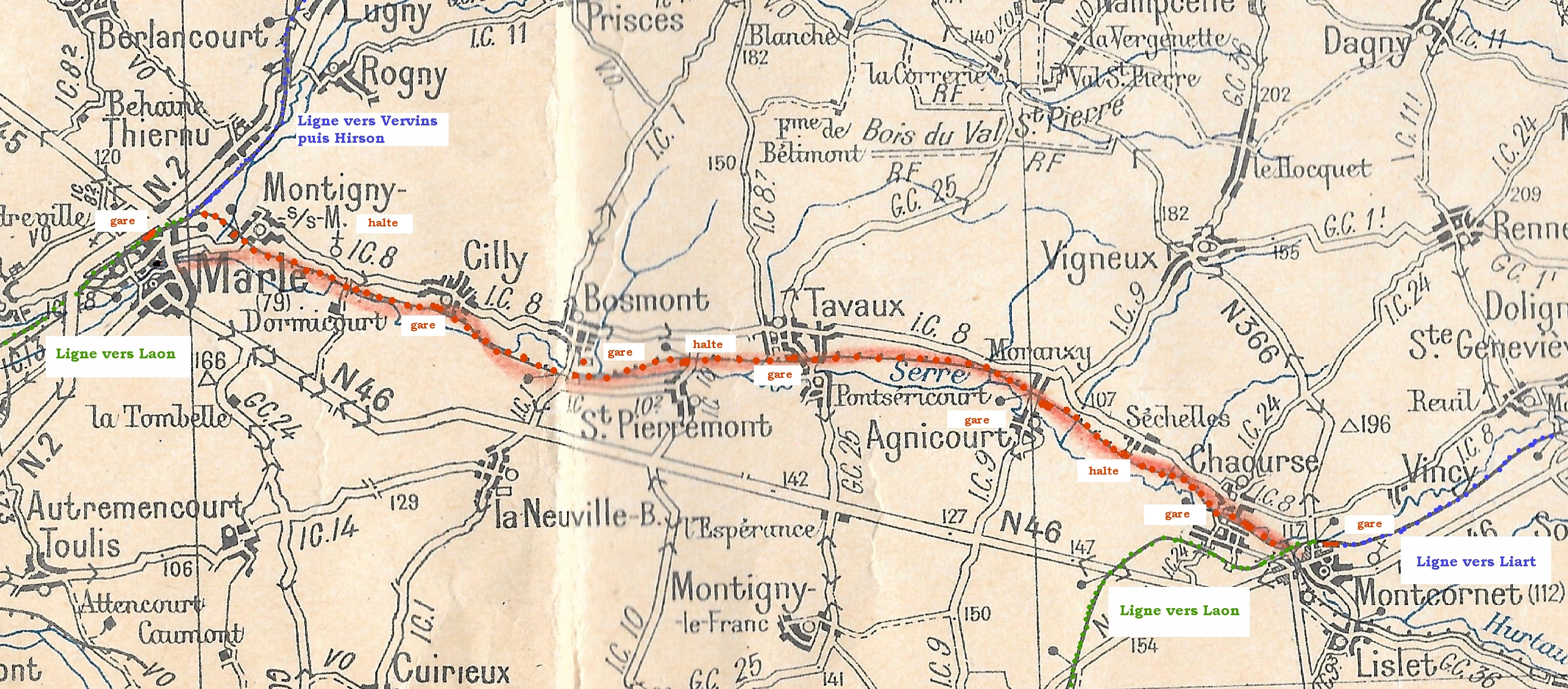
Carte de la ligne de Marle-sur-Serre à Montcornet vers 1930.

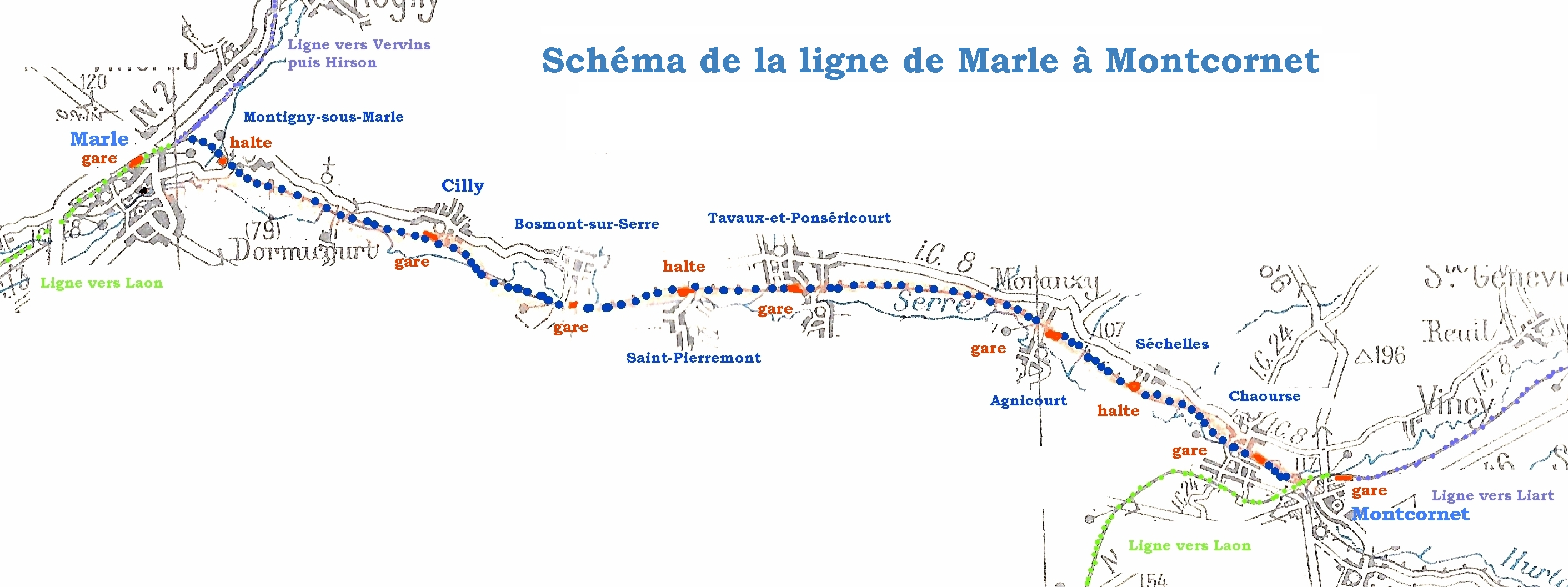
Schéma de la ligne.

### Les gares

#### Cartes postales: les gares avant 1914

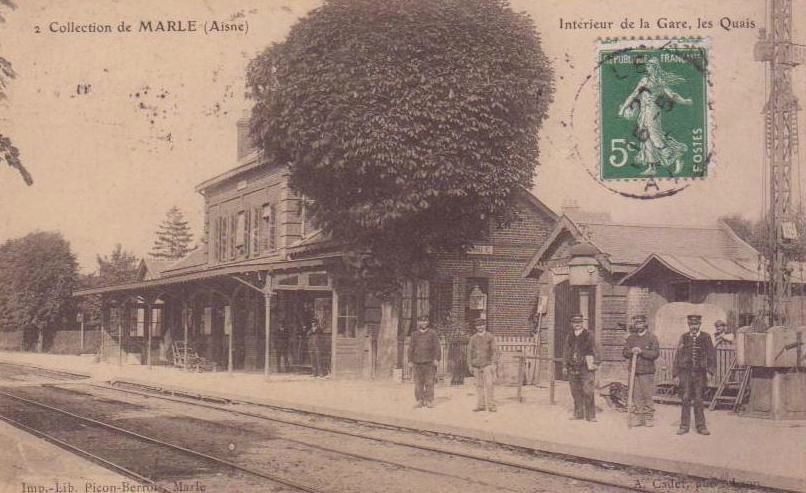
La gare de Marle en 1909
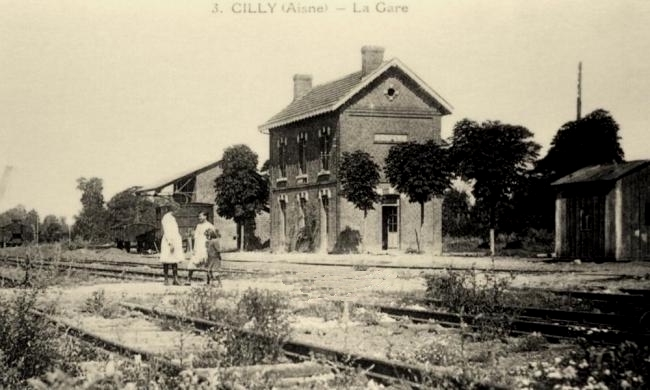
La gare de Cilly avant 1914
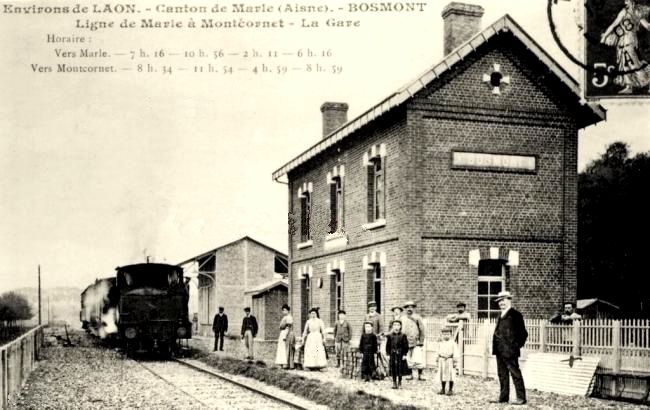
la gare de Bosmont
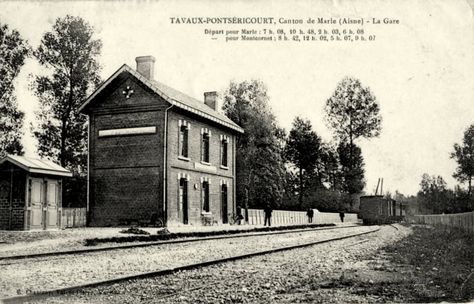
La gare de Tavaux-et-Pontséricourt avant 1914.
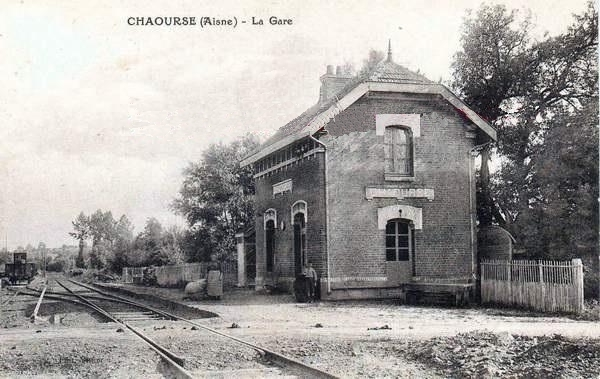
La gare de Chaourse avant 1914.
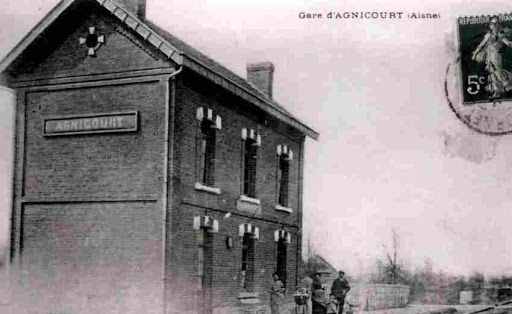
La gare d'Agnicourt avant 1914.
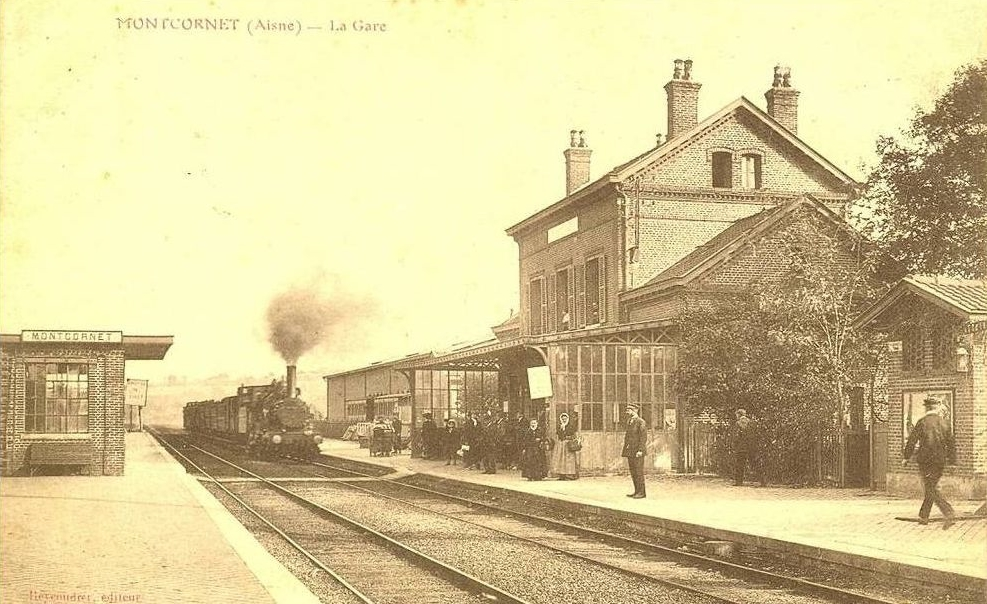
La gare de Montcornet avant 1914.

#### Les gares aujourd'hui
Certaines ont été rachetées et aménagées en logements.

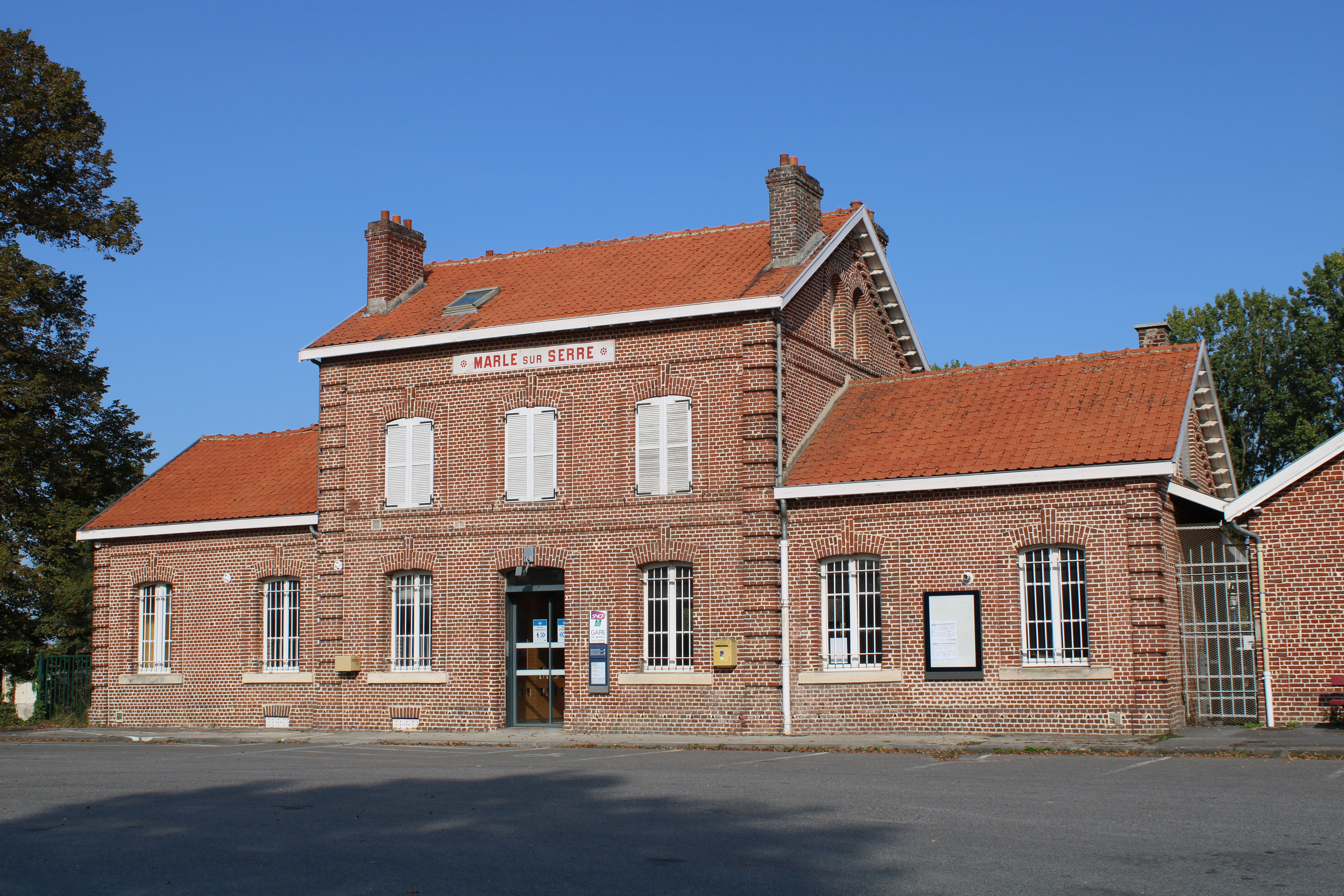
La gare de Marle en 2020.
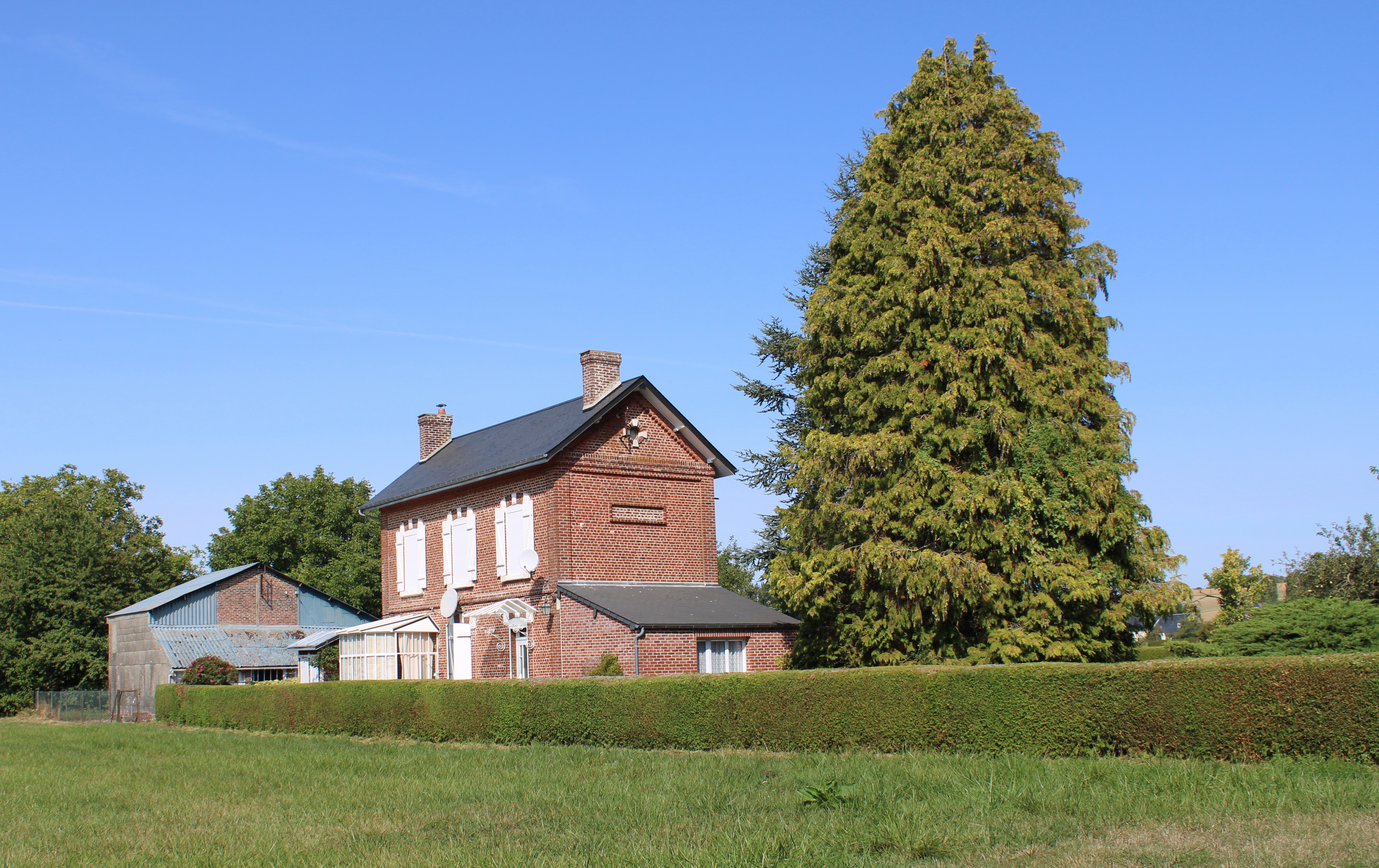
l'ancienne gare de Cilly en 2020.
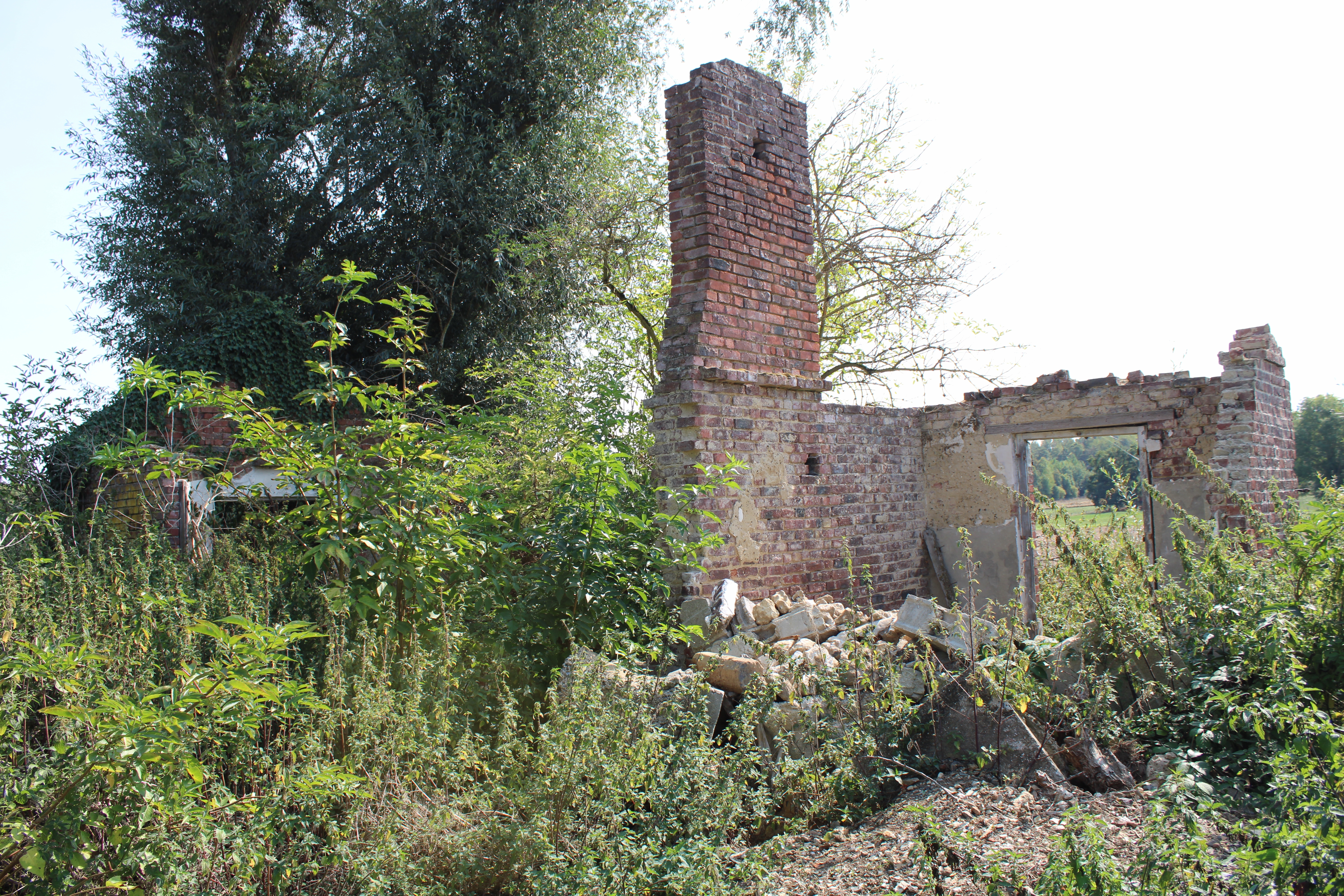
Vestiges de l'ancienne halte de Saint-Pierremont en 2020.
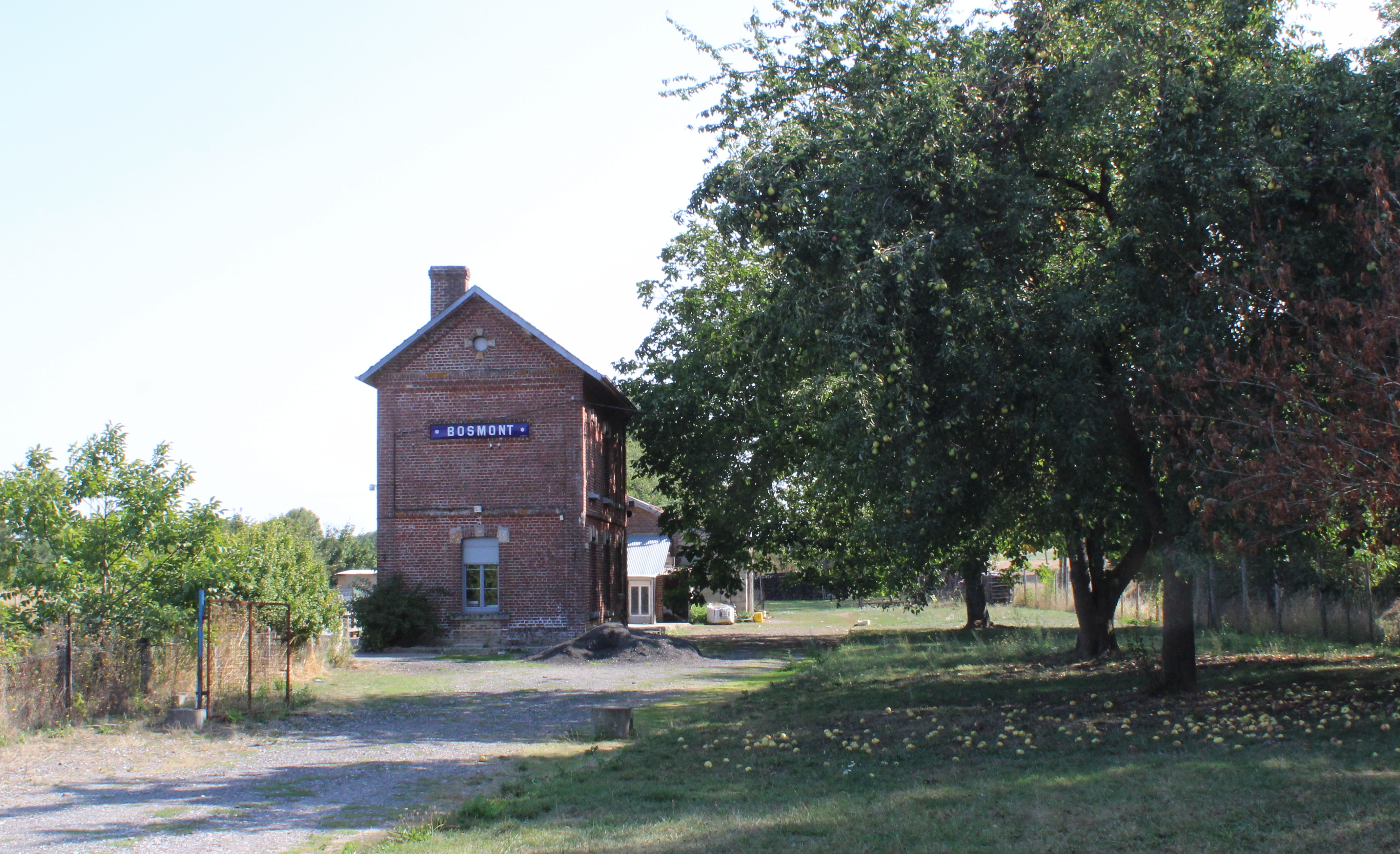
L'ancienne gare de Bosmont-sur-Serre en 2020.
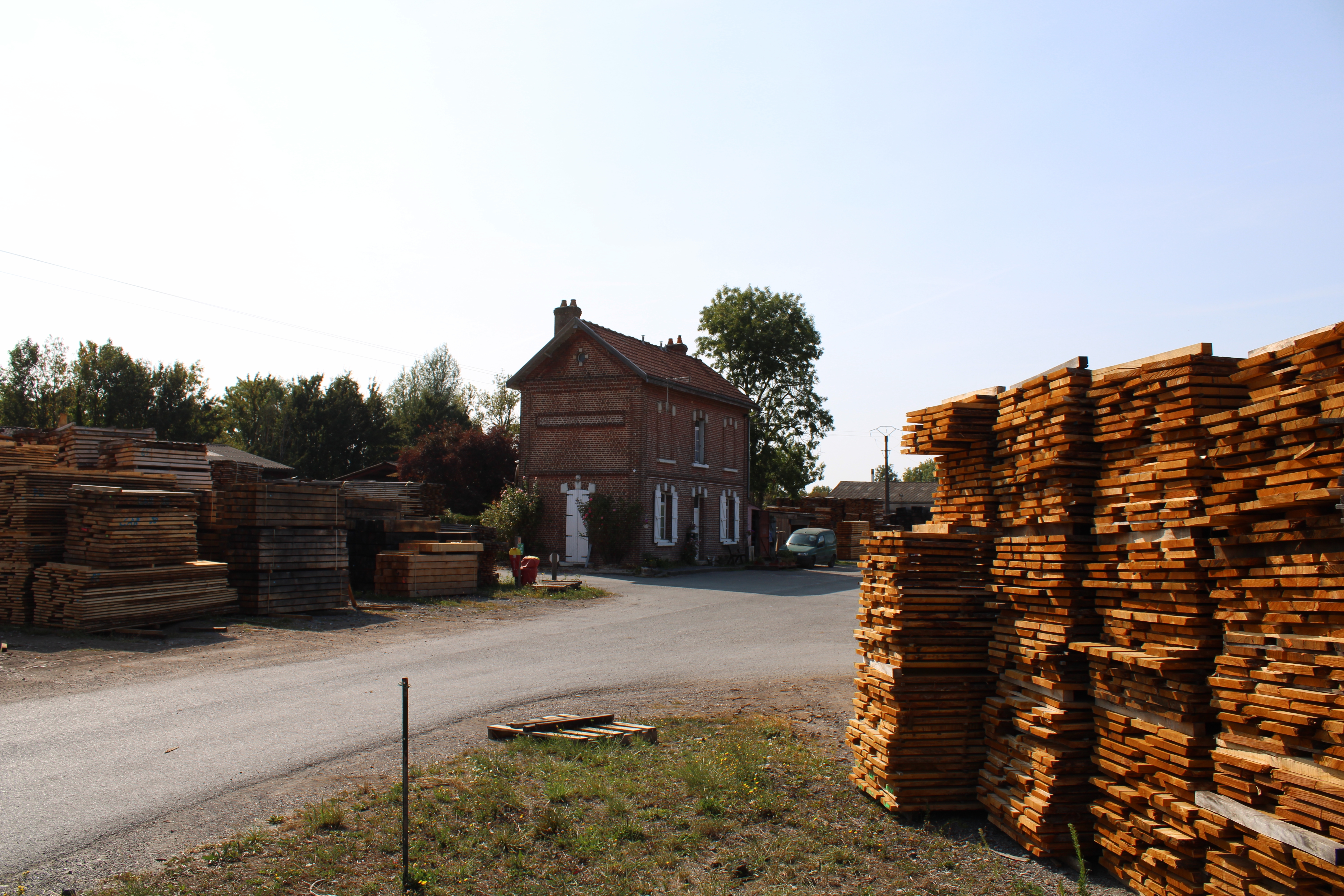
L'ancienne gare de Tavaux-et-Pontséricourt en 2020.
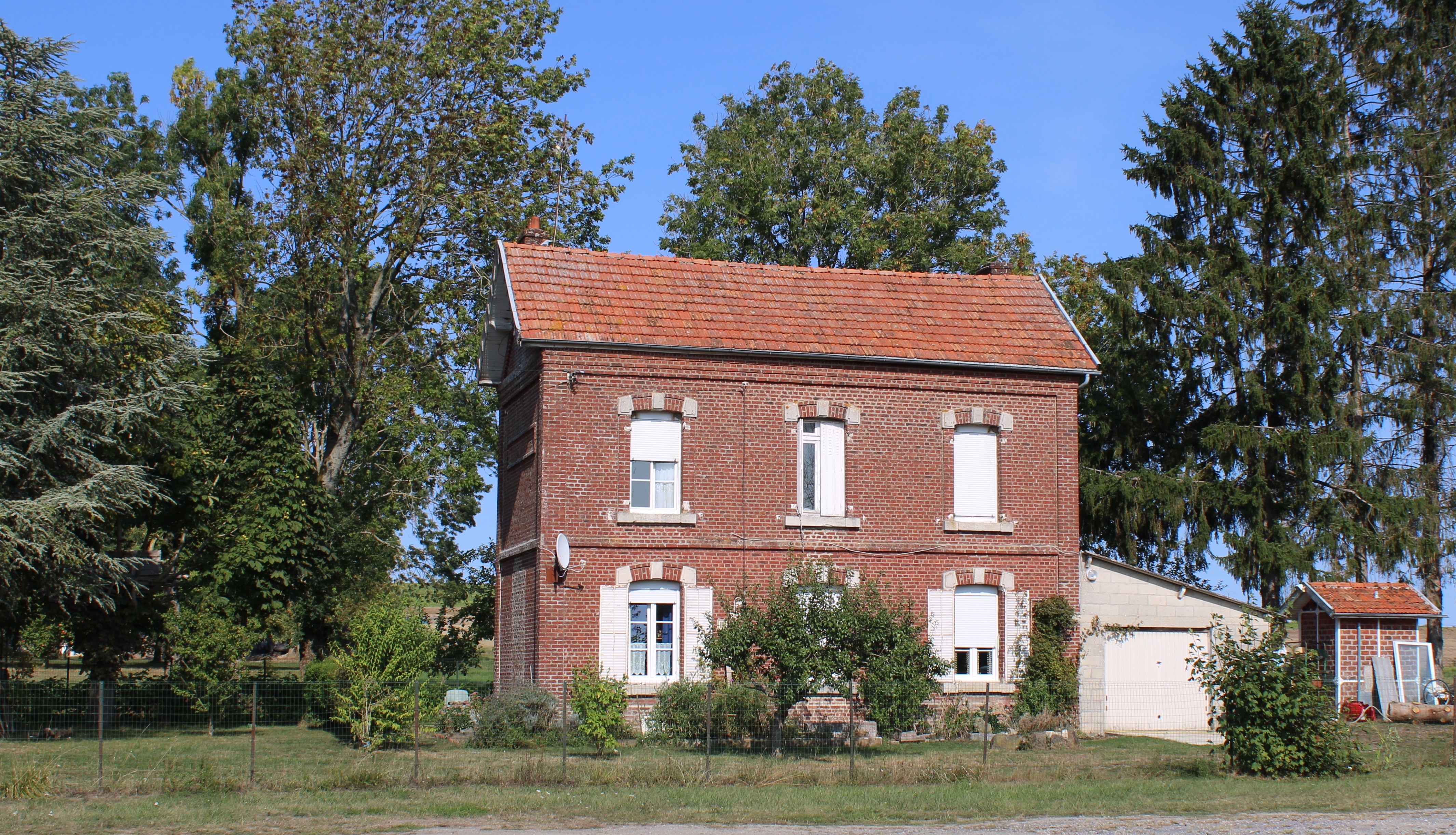
L'ancienne gare d'Agnicourt en 2020.
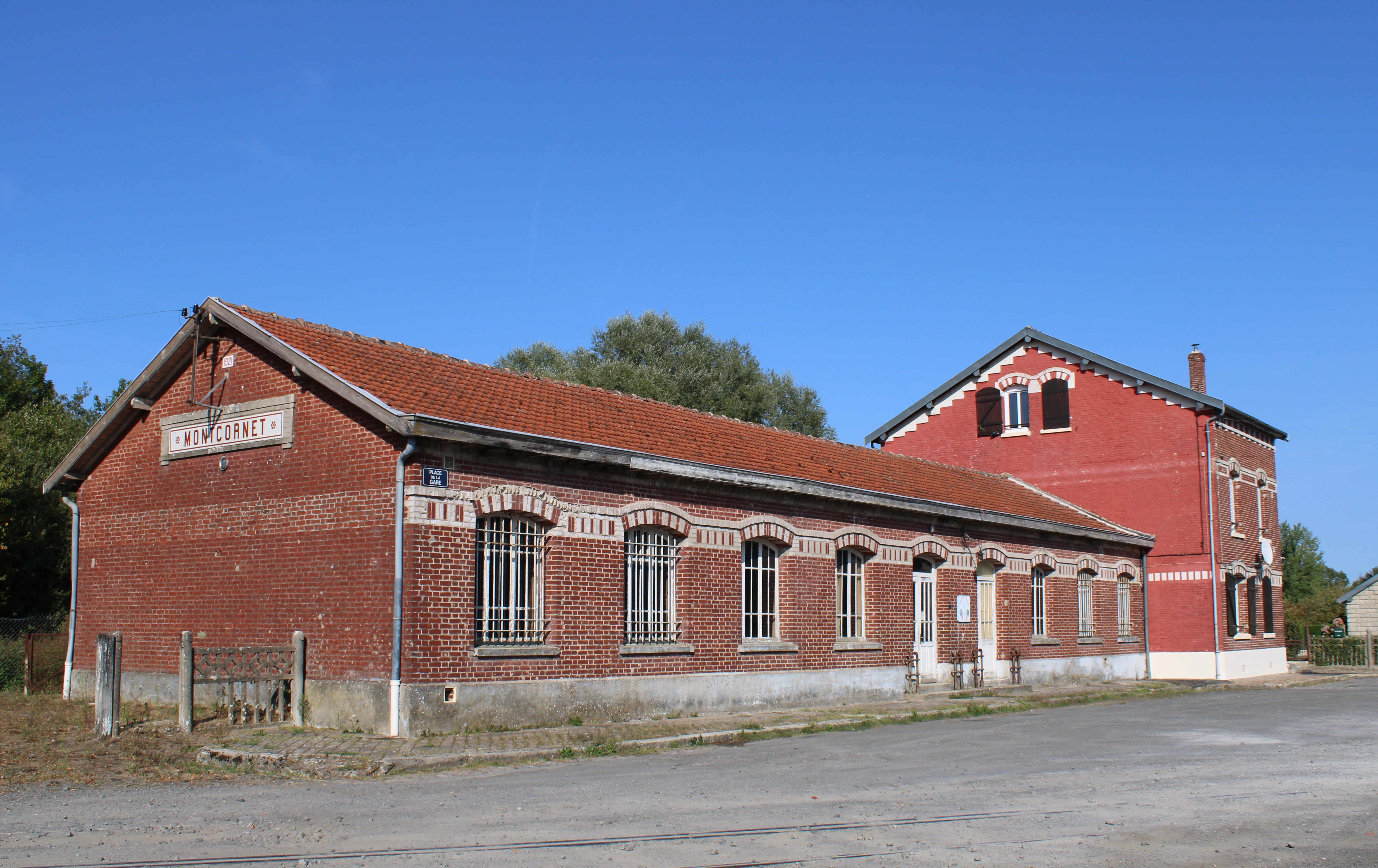
La gare de Montcornet en 2020.

### Les horaires
Horaires relevés à partir des données sur les cartes postales.

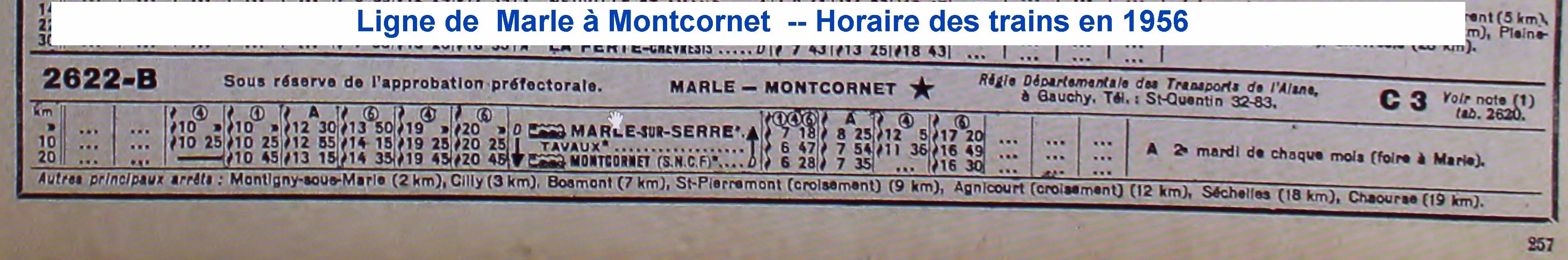
Horaire des trains de la ligne en 1956.

| En direction de Marle      | 7 H 16 | 10 H 56 | 2 H 14 (14 H 14)  | 6 H 16 (18 H 16) |
| En direction de Montcornet | 8 H 22 | 11 H 54 | 4 H 59 (16 H 59 ) | 8 H 59 (20 H 59) |
| -------------------------- | ------ | ------- | ----------------- | ---------------- |

| En direction de Marle      | 7 H 08 | 10 H 48 | 2 H 07 (14 H 07)  | 6 H 07 (18 H 07) |
| En direction de Montcornet | 8 H 32 | 12 H 02 | 5 H 07 (17 H 07 ) | 9 H 07 (21 H 07) |
| -------------------------- | ------ | ------- | ----------------- | ---------------- |